# The Bart Wants What It Wants
The Bart Wants What It Wants, llamado Bart quiere lo que quiere en España y Bart se enamora en Hispanoamérica, es un episodio perteneciente a la decimotercera temporada de la serie animada Los Simpson, emitido originalmente el 17 de febrero de 2002. El episodio fue escrito por John Frink y dirigido por Michael Polcino.

## Sinopsis
Todo empieza cuando Homer está conduciendo con la antorcha olímpica en sus manos, que acaba de robar, y toda la familia está siendo perseguida por los administradores de los Juegos Olímpicos, los cuales van en helicóptero. Marge logra arrebatársela y dársela a los administradores, quienes por admirarla chocan contra una montaña.
Luego de ese suceso, la familia va a una feria que se realiza en una escuela privada, donde Bart conoce a Greta (la hija del actor Rainier Wolfcastle) tras defenderla de unos abusones. Greta inmediatamente se enamora de Bart y lo invita a su casa. Más tarde, los Wolfcastle visitan la casa de los Simpson.

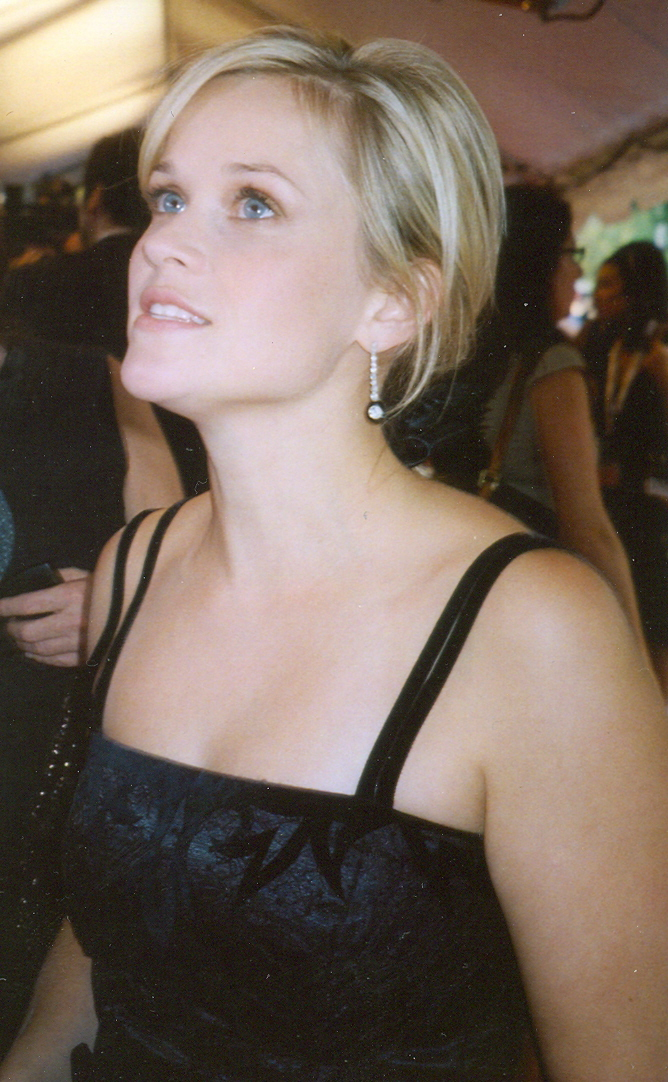
Reese Witherspoon interpreta a Greta, la niña que se enamora de Bart.

Aunque Greta quiere mucho a Bart, él no siente lo mismo por ella.
En una ocasión, cuando estaban Homer, Rainier, Greta y Bart en un partido de baloncesto, ella lo invita a un baile que se realizaría en la escuela. Bart acepta ir.
Sin embargo, pronto Bart descubre que el director Skinner iba a presentarse en un bar como comediante. A Bart le tienta mucho la idea de dejar plantada a Greta e ir a arruinarle el show a su director. Finalmente, lo hace, poniéndole como excusa a la niña que "estaba enfermo".
Luego de hablar con Lisa, Bart se da cuenta de que Greta está enamorada de él, y, para ahorrarle sufrimiento, termina con ella. La niña lo toma mal, pero luego de unos días comienza a salir con Milhouse para vengarse de Bart.
Bart queda completamente sorprendido y se arrepiente de haberla dejado. Queriendo recuperarla, convence a su familia de que vayan a Toronto, Canadá, donde estarían Greta, su padre y Milhouse, ya que Rainier debía grabar una película.
Ya en Canadá, Bart trata de convencer a Greta de que vuelvan, pero Milhouse se interpone. Entonces, los dos niños comienzan a pelear rudamente, llegando a una cancha de curling canadiense.
Greta se encuentra con los dos, y, pese a los ruegos de los dos niños, decide quedarse soltera y dedicarse a coproducir las películas de su padre.
Finalmente, Bart y Milhouse vuelven a ser amigos, y, aprovechando que estaban en Canadá, entran en el equipo olímpico canadiense de baloncesto.